# 蟠猫乡
蟠猫乡，是中华人民共和国云南省楚雄彝族自治州牟定县下辖的一个乡镇级行政单位。

## 行政区划
蟠猫乡下辖以下地区：
古岩村、龙泉村、蟠猫村、朵苴村、联丰村、双龙村和碑厅村。

## 中国传统村落
2013年8月，母鲁打被评为第二批中国传统村落。